# Kwas tiofosforowy
Kwas tiofosforowy, H
3PO
3S – nieorganiczny związek chemiczny, siarkowy analog kwasu ortofosforowego.

## Otrzymywanie
Związek ten jest otrzymywany w wieloetapowym procesie rozpoczynającym się od hydrolizy zasadowej pentasiarczku difosforu w celu otrzymania ditiofosforanu, który jest izolowany jako jego sól barowa:
P
2S
5 + 6NaOH  →  2Na
3PO
2S
2 + H
2S + 2H
2O
2Na
3PO
2S
2·11H
2O + 3BaCl
2·2H
2O  →  2Ba
3(PO
2S
2)
2·8H
2O + 6NaCl
W drugim etapie sól baru jest rozkładana za pomocą kwasu siarkowego, wytrącając siarczan baru i uwalniając wolny kwas ditiofosforowy:
Ba
3(PO
2S
2)
2 + 3H
2SO
4  →  3BaSO
4 + 2H
3PO
2S
2
W warunkach kontrolowanych kwas ditiofosforowy ulega hydrolizie:
H
3PO
2S
2 + H
2O → H
3PO
3S + H
2S